# 小行星4663
小行星4663（4663 Falta）是一颗绕太阳运转的小行星，为主小行星带小行星。该小行星于1984年9月发现。

## 轨道参数
小行星4663的轨道半长轴为480 588 250 km（3.2124883 UA），离心率为0.06。